# خورخي مانويل دياز
خورخي مانويل دياز (بالإسبانية: Jorge Manuel Díaz)‏ هو لاعب كرة قدم ومدرب كرة قدم أرجنتيني، ولد في 8 يونيو 1966. لعب مع روزاريو سنترال.

## وصلات خارجية
- خورخي مانويل دياز على موقع قاعدة بيانات كرة القدم.إي يو (الإنجليزية)
- خورخي مانويل دياز على موقع عالم كرة القدم.نت (الإنجليزية)